# Vols
Vols är en by i Kyrkslätt i det finländska landskapet Nyland. Byn ligger cirka sex kilometer från Kyrkslätts centrum. År 2011 fanns det 374 invånare i byn. I Vols finns bland annat Vols gård, ålderdomshemmet Volshemmet, ett observatorium, Vols naturskyddsområden och Vols gamla skola som används när någon annan skola i kommunen renoveras.
Kyrkslätts kommun köpte Vols gård som ålderdomshem i slutet av 1800-talet. Kyrkslätts Sparbanksstiftelse hyrde gårdsbyggnader från kommunen och restaurerade gamla byggnader på 2010-talet. År 2013 öppnade stiftelsen en restaurang i herrgården. I Vols finns också en frisbeegolfbana.